# ارنستینا ادم اپیا
ارنستینا ادم اپیا (انگلیسی: Ernestina Edem Appiah؛ زادهٔ تاریخ ورودی نامعتبر است) کارآفرین اهل غنا است.
وی همچنین برندهٔ جوایزی همچون ۱۰۰ زن بی‌بی‌سی شده‌است.